# الأبياري
الأبياري إحدى قرى مركز طوخ التابع لمحافظة القليوبية بجمهورية مصر العربية.

## السكان
بلغ عدد سكان الأبياري 9,096 نسمة، حسب الإحصاء الرسمي لعام 2006.